# Geronci de Nicomèdia
Geronci (en llatí Gerontius) va ser bisbe de Nicomèdia.
va ser ordenat diaca a Milà pel bisbe Ambròs, però després de dir que una nit se li havia aparegut la dimònia Oroscelis (potes d'ase, per la forma que tenien les seves extremitats), i que s'havia apoderat d'ell, li havia fet afaitar el cap i el va posar al molí a moldre, el bisbe, considerant que una persona així no podia exercir el diaconat, li va ordenar quedar-se a casa per purificar-se amb penitències.
En lloc d'obeir, Geronci se'n va anar a Constantinoble on va fer amics fins i tot a la cort, amb ajut dels quals va obtenir el bisbat de Nicomèdia on va ser ordenat per Hel·ladi, bisbe de Cesarea de Capadòcia, que tenia interès a obtenir un alt comandament militar pel seu fill i pensava que els amics de Geronci el podien ajudar.
Ambròs quan se'n va assabentar del seu nomenament, va escriure a Nectari bisbe de Constantinoble (381-397) amb indicacions per deposar Geronci, però Nectari no podia fer res. El seu successor Joan Crisòstom, quan va visitar la part asiàtica de la seva província eclesiàstica l'any 399, va deposar Geronci. Però com que Geronci havia estat extraordinàriament beneficiós pel poble i havia tractat per igual als rics i als pobres, i els havia ajudat amb els seus coneixements mèdics, la gent va refusar reconèixer al seu successor Pansofil (Pansophilus) i va anar en processó des de la ciutat fins a la capital, cantant himnes i demanant la restitució de Geronci. Aquesta circumstància va ser aprofitada pels enemics de Crisòstom per acusar-lo.
Al sínode del Roure, Geronci va ser un dels acusadors de Crisòstom (403). Després no torna a ser esmentat.